# Dave Leworthy
Dave Leworthy, all'anagrafe David Leworthy (Portsmouth, 22 ottobre 1962) è un allenatore di calcio ed ex calciatore inglese, di ruolo attaccante.

## Carriera

### Giocatore
Dopo quasi un decennio trascorso nelle giovanili del Portsmouth, club della sua città natale, esordisce in prima squadra nel corso della stagione 1981-1982, giocando una partita nella terza divisione inglese. A fine anno il suo contratto non viene però rinnovato, e così all'età di 20 anni va a giocare con i semiprofessionisti del Farenham Town, in Southern Football League (sesta divisione). Dopo un biennio, viene tesserato dal Tottenham, club di prima divisione: rimane agli Spurs per una sola stagione e mezzo, in cui realizza peraltro 3 reti in 11 partite di campionato (tutte e 3 nell'arco di 6 presenze nella stagione 1984-1985). Nel dicembre del 1985 passa per 200000 sterline all'Oxford Utd, sempre in prima divisione: ad eccezione di un periodo in prestito allo Shrewsbury Town (dove segna 3 reti in 6 presenze in terza divisione), rimane in squadra fino al termine della stagione 1988-1989: pur venendo impiegato in modo molto sporadico (gioca infatti solamente 31 partite totali di campionato) mantiene medie realizzative nel complesso discrete (9 reti totali, ovvero circa una ogni 4 presenze). In particolare, tra il 1985 ed il 1987 realizza 7 reti in 27 presenze in prima divisione (categoria in cui in carriera ha totalizzato complessivamente 36 presenze e 10 reti), mentre dopo il ritorno dal prestito allo Shrewsbury mette a segno 2 reti in 4 presenze in seconda divisione. Nei due anni seguenti gioca in terza divisione al Reading, concludendo peraltro la stagione 1990-1991 in Football Conference (quinta divisione e più alto livello calcistico inglese al di fuori della Football League) in prestito al Colchester Utd, con cui realizza 4 reti in 9 presenze, sfiorando peraltro la promozione in quarta divisione grazie al secondo posto in classifica conquistato in campionato.
Nell'estate del 1991, all'età di 29 anni, lascia di fatto definitivamente i campionati della Football League, nei quali in carriera ha totalizzato complessivamente sole 76 presenze ma con 25 reti segnate (ovvero sostanzialmente una media di una rete ogni 3 presenze); continua comunque a giocare per più di un decennio, fondamentalmente sempre a livello semiprofessionistico. In particolare, diventa di fatto uno dei più prolifici marcatori della storia della Football Conference (dalla nascita di quest'ultimo campionato nel 1979 come girone unico di quinta divisione): dopo avervi già segnato 44 reti con il Fareham Town ed oltre a vincerne un titolo di capocannoniere nella stagione 1992-1993 con la maglia del Farnborough Town (con cui tra il 1991 ed il 1993 segna 64 reti in 71 partite di campionato), vi milita in seguito anche con Dover (che lo acquistò per 50000 sterline, all'epoca un record per un calciatore non militante nella Football League), Rushden & Diamonds e Kingstonian: in ciascuno di questi club segna sempre stabilmente sopra la doppia cifra, per un totale di 160 reti in partite di campionato tra il 1993 ed il 2000 (fa eccezione la sola stagione 1997-1998, in cui vince la Isthmian League con il Kingstonian, conquistando la promozione proprio in Football Conference). Con il Kingstonian tra il 1998 ed il 2000 vince inoltre due FA Trophy consecutivi. Gioca poi per un ulteriore triennio nella Southern Football League con l'Havant & Waterlooville, dove pur non avendo grande continuità a causa anche dell'età e di qualche infortunio, mantiene buone medie realizzative. L'ultima parentesi da giocatore arriva infine nel 2006, quando per un breve periodo torna a giocare con il Kingstonian.

### Allenatore
Nel 1995 per un breve periodo è stato allenatore ad interim del Dover; in seguito dal gennaio al novembre del 2004 ha allenato l'Havant&Waterlooville, di cui in precedenza aveva già guidato la formazione Under-18, già dalla sua ultima stagione come calciatore nel club. Ha poi allenato per alcuni anni sempre in club semiprofessionistici inglesi, smettendo di allenare nel 2009.

## Palmarès

### Giocatore

#### Competizioni nazionali
- Isthmian League: 1

Kingstonian: 1997-1998
- FA Trophy: 2

Kingstonian: 1998-1999, 1999-2000
- Football Conference Charity Shield: 1

Kingstonian: 1999

#### Competizioni regionali
- Surrey Senior Cup: 1

Kingstonian: 1997-1998

#### Individuale
- Capocannoniere della Conference League: 1

1992-1993 (32 reti)

### Allenatore

#### Competizioni regionali
- Kent League Cup: 1

Croydon: 2008-2009